# 刘勇 (荣成)
刘勇（1949年—），山东荣成人，中国人民解放军少将。

## 生平
毕业于中国人民解放军国防大学联合战役指挥专业，是中共党员。历任山东省军区政治部主任、济南军区政治部副主任。2008年起担任第十一届全国人民代表大会解放军代表。